# Maria Sieniawska

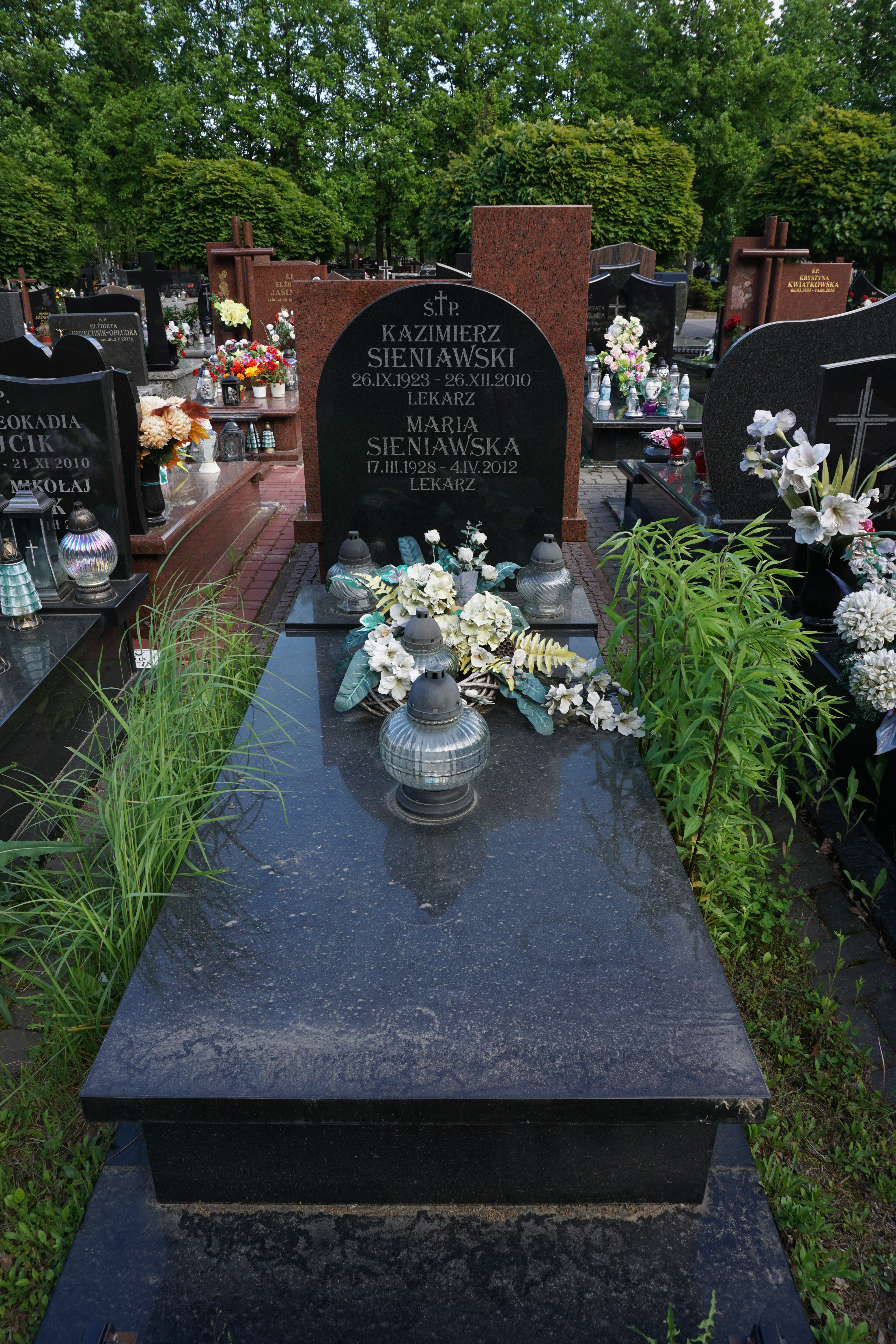
Grób Marii Sieniawskiej na cmentarzu Komunalnym Północnym

Maria Sieniawska (ur. 17 marca 1928 we Lwowie, zm. 4 kwietnia 2012 w Warszawie) – polska lekarka, profesor nauk medycznych o specjalności nefrologia i pediatria.

## Życiorys
Ukończyła studia na Wydziale Lekarskim w Akademii Medycznej im. Piastów Śląskich w 1951, w 1957 uzyskała specjalizację z pediatrii I stopnia, a w 1960 II stopnia. Rozprawę doktorską pt. Próba Howarda, Hopkinsa i Connora u dzieci obroniła w 1962, podważyła w niej znaczenie próby oceniającej u dzieci gospodarkę wapniowo-fosforanową. W 1969 uzyskała habilitację, a od 1970 była docentem w II Klinice Ogólnopediatrycznej Instytutu Pediatrii warszawskiej Akademii Medycznej. W 1979 wybrano Marię Sieniawską na Kierownika Kliniki i Dyrektora Instytutu Pediatrii Akademii Medycznej w Warszawie, od 1980 kierowała Kliniką Nefrologii Instytutu Pediatrii Akademii Medycznej, równocześnie kierowała Kliniką Pediatrii i Nefrologii. W 1983 otrzymała tytuł profesorski.
Maria Sieniawska jako pierwsza w Polsce stworzyła stacji dializ dla dzieci, była wieloletnią kierowniczką Katedry i Kliniki Pediatrii i Nefrologii Akademii Medycznej w Warszawie. W dniu 3 maja 1973 wspólnie z dr. n. med. Barbarą Wierzbowską-Lange przeprowadziły pierwszy w Polsce zabieg hemodializy u dziecka, zaś w 1983 wprowadziła do metod leczenia dzieci CADO (ciągłą ambulatoryjną dializę otrzewnową). Jej dorobek obejmuje ponad 170 publikacji, wiele z nich jest rozdziałami w podręcznikach, poradnikach i opracowaniach. Jest autorką czterech monografii z zakresu nefrologii, najważniejszą z nich jest trzytomowa "Nefrologia dziecięca". Należała do grona założycieli Polskiego Towarzystwa Nefrologii Dziecięcej, któremu przewodniczyła od 1997 do 2000.
Za wybitne osiągnięcia została odznaczona między innymi Krzyżem Kawalerskim Orderu Odrodzenia Polski oraz przyznanym przez dzieci w 1998 Orderem Uśmiechu.
Zmarła w 2012, spoczywa na Cmentarzu Komunalnym Północnym w Warszawie.
Jej mężem był otolaryngolog dr n. med. Kazimierz Sieniawski (1923–2010), wieloletni ordynator Oddziału Laryngologii Szpitala Czerniakowskiego w Warszawie.

## Wybrane dzieła
- Najczęstsze choroby układu moczowego u dzieci  (1996)
- Nefrologia dziecięca (2003)
- Pediatria
- Zaburzenia oddawania moczu u dzieci
- Zarys nefrologii dziecięcej